# 郁久閭匹候跋
郁久閭 匹候跋（漢音：いくきゅうりょ ひつこうばつ、拼音：Yùjiŭlǘ Pǐhòubá, 生没年不詳）は、柔然部の族長。地粟袁の子。

## 生涯
地粟袁が死去すると、柔然部は2つに分かれた。地粟袁の長子の匹候跋は父の後を継いで東部に住み、次子の縕紇提は西部に別居した。
登国6年（391年）10月、北魏の道武帝は縕紇提を討伐し、柔然部は部落を移動させて逃走した。北魏軍はこれを追って大漠の南、牀山の麓で追いつき、これを大破して半数の部落を捕虜とした。匹候跋と部帥の屋撃は、各々残りの部落を集めて逃走した。北魏は長孫嵩と長孫肥を派遣し、匹候跋らを追って大漠（ゴビ砂漠）を渡らせた。長孫嵩は平望川に至って屋撃を大破し、これを捕虜とすると、斬り捨てて両軍に示した。長孫肥は涿邪山に至って匹候跋に追いついた。匹候跋は部落を挙げて投降を請願した。
北魏は縕紇提の子の曷多汗と曷多汗の兄の詰帰之・社崙・斛律らを捕らえ、郁久閭氏一族数百人を収容して、諸部に分配した。縕紇提は西方に逃げ、匈奴鉄弗部の劉衛辰に帰順しようとした。道武帝が縕紇提を追って跋那山に至ると、縕紇提は再び降伏した。道武帝は以前と同様、縕紇提を撫慰した。
登国9年（394年）、曷多汗は社崙とともに部衆を率いて、父を棄てて西方に逃げた。長孫肥は軽騎兵でこれを追い、上郡の跋那山に至って曷多汗を斬り、その部衆を皆殺しにした。社崙と数人は匹候跋のもとへ逃れた。匹候跋は本拠から500里離れた南の辺地に社崙を置き、4人の子に監視させた。しばらくして社崙は従者とともに匹候跋の四子を捕らえて謀反を起こし、匹候跋を襲撃した。匹候跋の諸子は残りの部衆を収めて、高車の斛律部に亡命した。社崙は兇狡で権変があったので、1か月余りで匹候跋を釈放し、諸子のもとに帰らせて、集まったところを皆殺しにしようとした。社崙は密かに挙兵して匹候跋を襲撃して殺害した。匹候跋の子の啓抜・呉頡ら15人は道武帝に帰順した。

## 参考資料
- 『魏書』（帝紀第二、列伝第九十一 蠕蠕）
- 『北史』（列伝第八十六 蠕蠕）